# Bandit 105.5
Bandit 105.5 var en radiostation som spelade rock.
Stationen inledde sina sändningar i Stockholm 1993. Stationen startades av Tom McAlevey, Gene Kraut och Mats Grimlund med kapital från ett antal privata investerare.
Stationen köptes sedermera av CLT-UFA (nuvarande RTL Group). De beslutade så småningom att Bandit skulle lägga ner och frekvensen användas för en bredare station. Sista sändningsdag var 31 december 1998. Därefter sändes Princelåten 1999 som loop i några dagar innan det nya formatet Wow 105,5 tog vid den 4 januari 1999.
CLT-UFA sålde senare sin svenska radioverksamhet till Modern Times Group, som återanvände varumärket Bandit för stationen Bandit Rock som började sända i Stockholm 2004.

## Källhänvisningar
1. ↑  Bandit blev Wow 105,5 idag, Dagens Media, 4 januari 1999